# Тома, Антуан Жан-Батист
Антуан Жан-Батист Тома (фр. Antoine-Jean-Baptiste Thomas; 31 октября 1791, Париж — 1833, Париж) — французский художник, представитель ампира.

## Биография
Родился в 1791 году в Париже. В 1816 году выиграл Римскую премию первой степени в области живописи за программу (картину на заданную тему) «Юнона отказывается спасти Париса во время осады Трои», после чего отправился в Рим (по условиям премии), где проживал на вилле Медичи с 1816 по 1818 год.
После возвращения во Францию издал в Париже альбом из 72 собственных литографий, снабжённых подписями, под названием «Год в Риме и его окрестностях» («Un an à Rome et dans ses environs»; на русский язык не переводился; французская версия доступна в оцифрованном виде — см. ниже).
В дальнейшем Тома был известен как создатель мифологических, религиозных и исторических картин.
Скончался художник Антуан Жан-Батист Тома в 1834 году в Сен-Морисе.

## Галерея

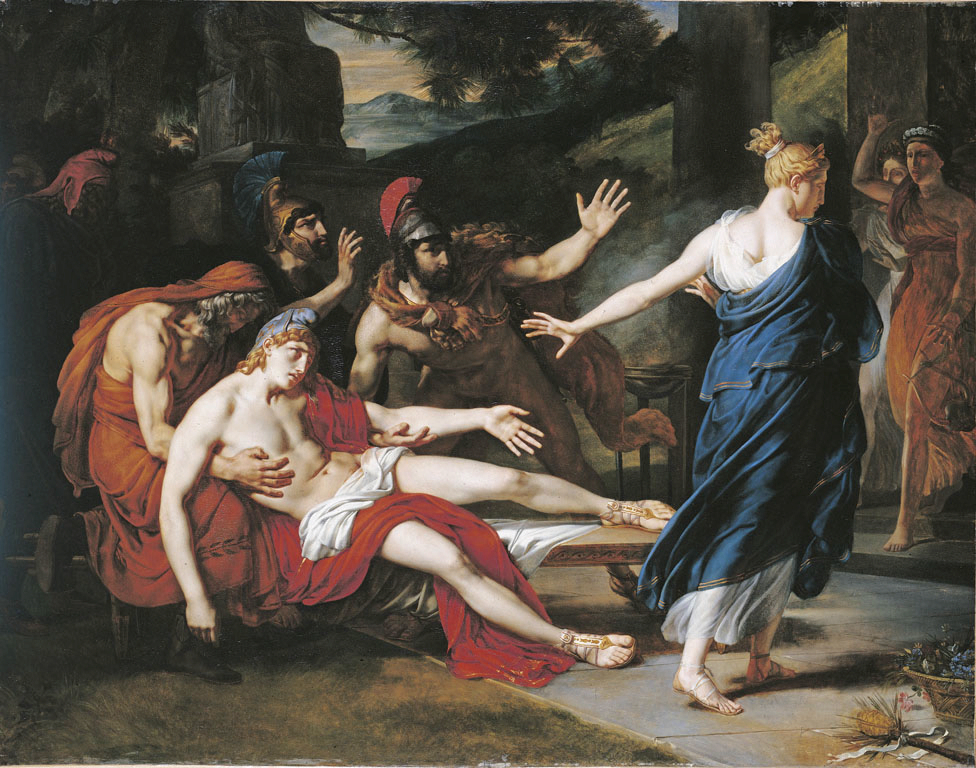
Юнона отказывается спасти Париса во время осады Трои. Римская премия 1816 года. Собрание живописи Национальной высшей школы изящных искусств, Париж
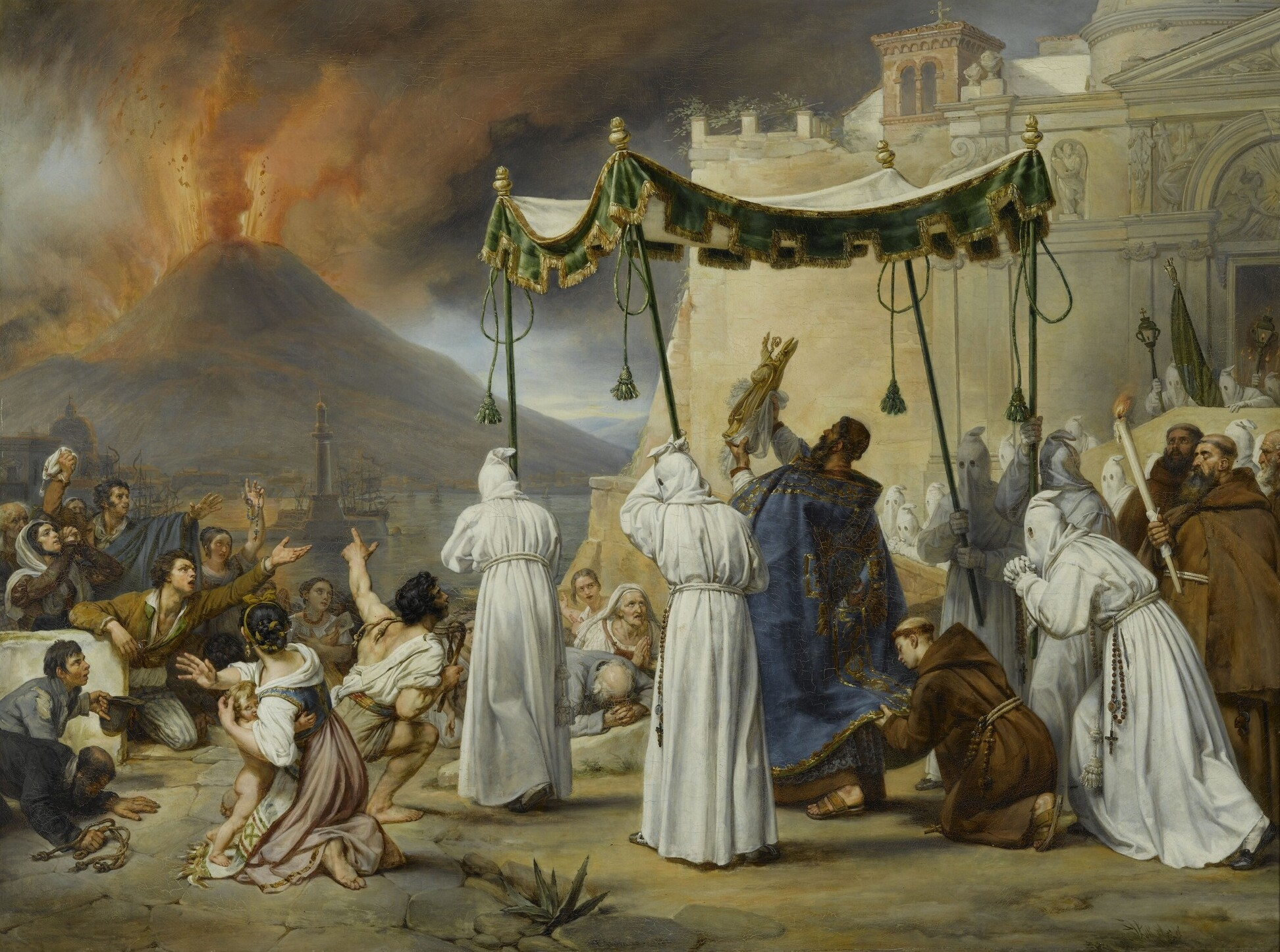
Статуя Святого Януария спасает Неаполь от извержения Везувия в 1822 году. 1822, Версаль
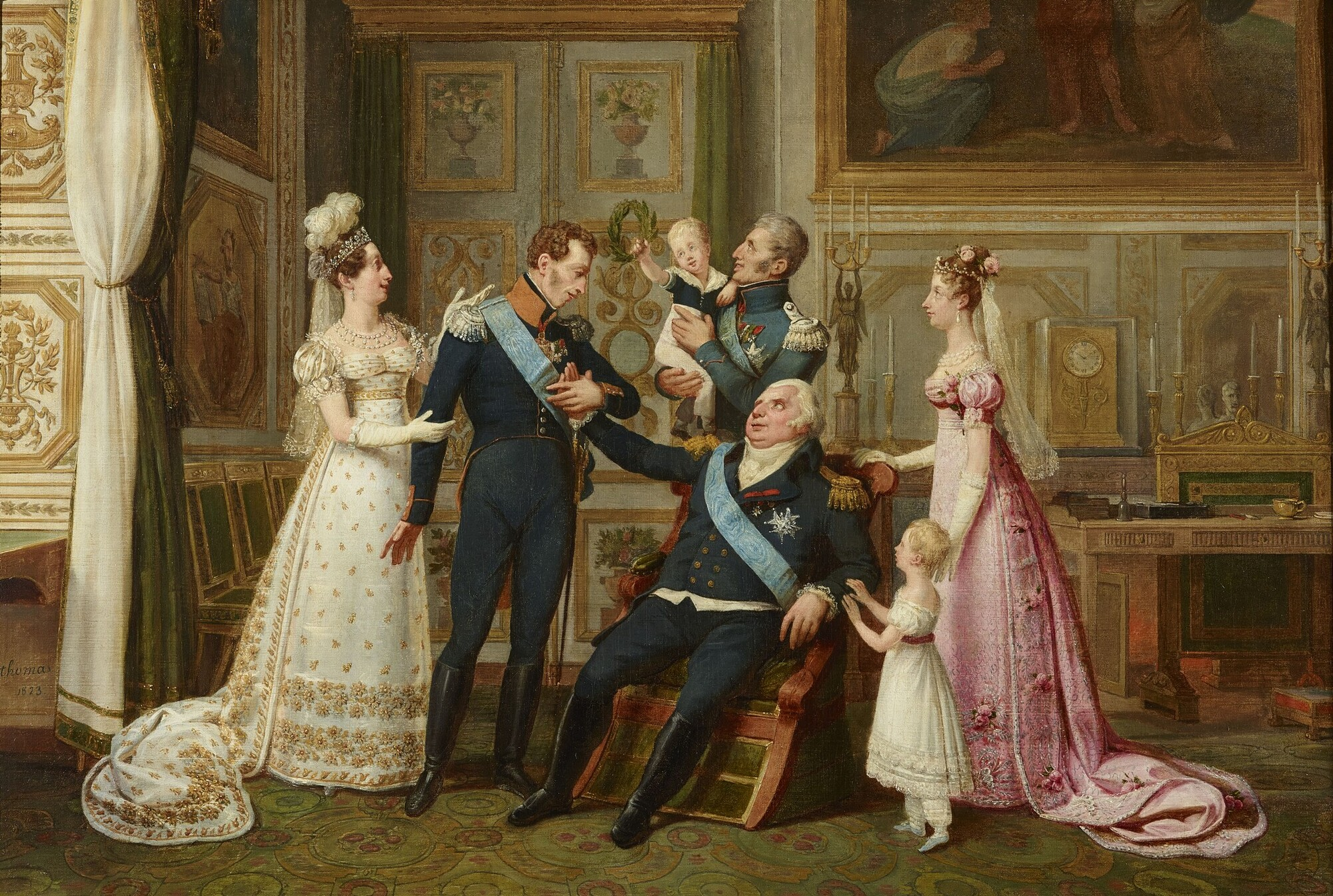
Король Франции Людовик XVIII cо своим братом и его семейством. 1823, Версаль
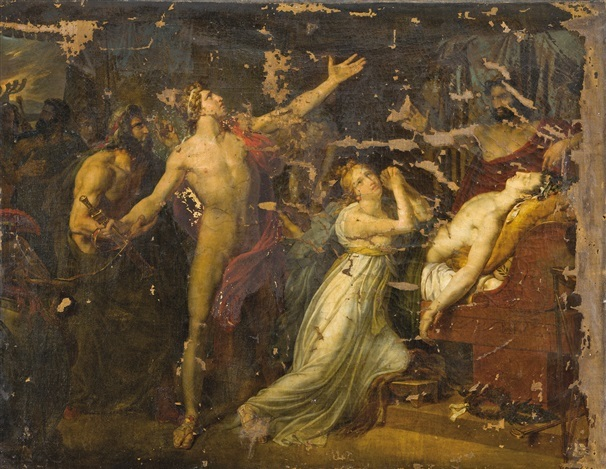
Брисеида, оплакивающая Патрокла. Частная коллекция.